# 團鬼六
團鬼六（日语：だん おにろく、1931年4月16日（戶籍上是9月1日）- 2011年5月6日），本名為黑岩幸彦，是日本的小說家、編劇、電影製片、演員。

## 生平
從關西學院大學法學部畢業後曾做過劇作家、酒吧店長、英文教師等職業。
1957年，憑藉著《親子丼》入選了文藝春秋的「全新人盃」。之後，透過雜誌投稿了《花與蛇》系列的小說，開始邁向官能小说發展。
團鬼六是一位極受爭議的作家，因為其作品中充滿了虐戀、畸戀、捆綁、性虐待之類的元素，也因此被稱為「SM巨匠」、「捆绑帝王」。然而，他的作品更經常被搬上銀幕，早在1970年代由日活出品的「粉紅電影系列」都將他的作品改編成電影。
其中，《花與蛇》系列更是最常被搬上大銀幕的作品。從1967年起，田中登，西村昭五郎、小沼勝、石井隆等許多導演都曾執導過這系列的電影。
2006年，被醫生診斷患有慢性腎不全，但當時團鬼六斷然拒絕了醫生的建議治療。　
團鬼六曾表示：最理想的死亡方式是「腹上死」。
2010年4月，透過媒體對外公佈了患上癌症的訊息。 
2011年5月6日，因食道癌病逝在東京都的一間醫院，享年80歲。
2011年5月15日，其葬禮在東京芝公園的增上寺的光攝殿内舉行。

## 外部連結
- 團鬼六官方網站 （页面存档备份，存于）
- 團鬼六部落格 （页面存档备份，存于）
- 團鬼六的X（前Twitter）
- 女縄 （页面存档备份，存于）